# Zampone

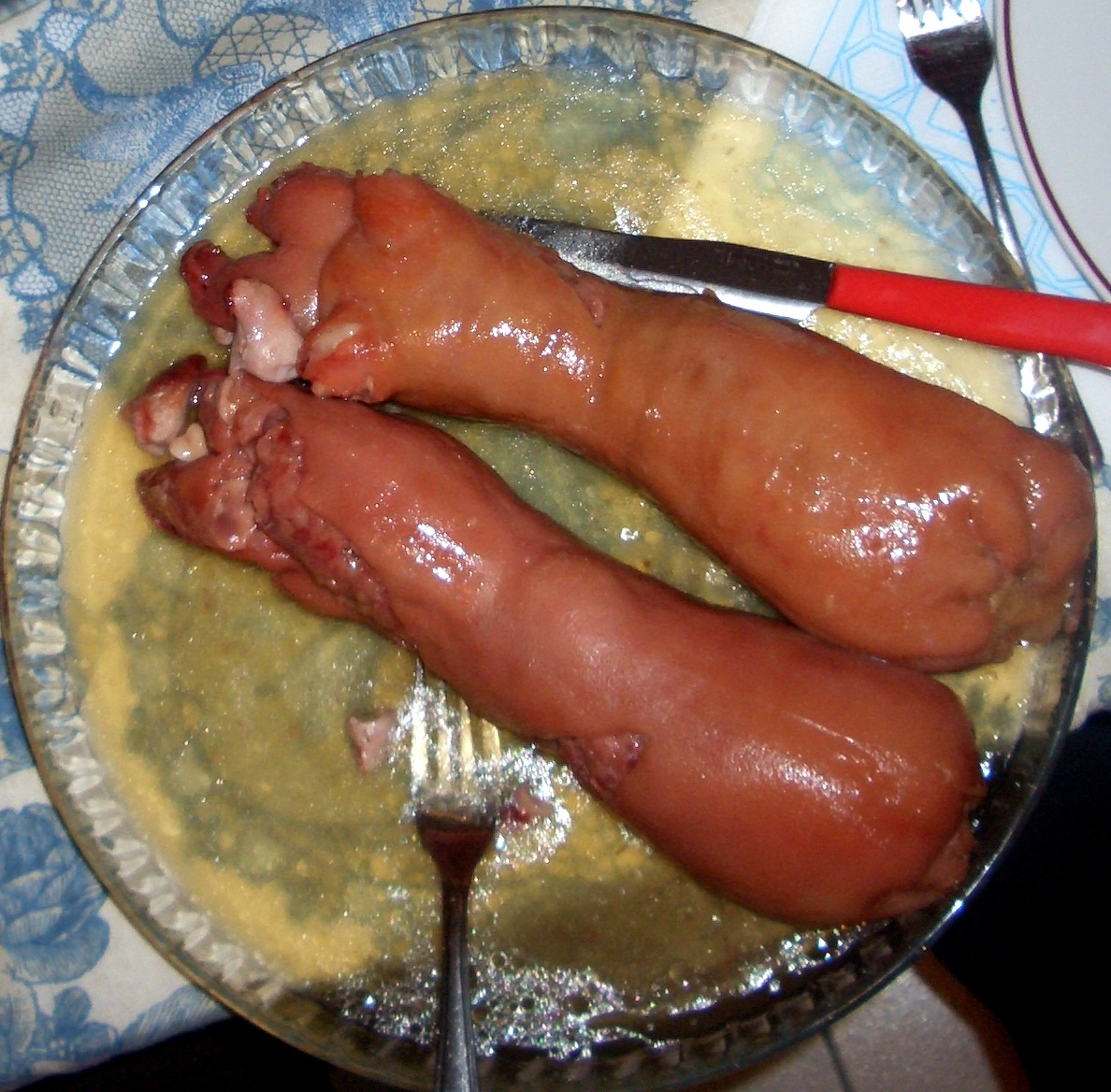
Zampone

Zampone este un produs alimentar italian tradițional, din regiunea Emilia-Romagna (Modena), care se servește de Crăciun. Acesta este preparat dintr-un amestec de mai multe feluri de carne de porc tocată, introdus în pielea care acoperă piciorul porcului.

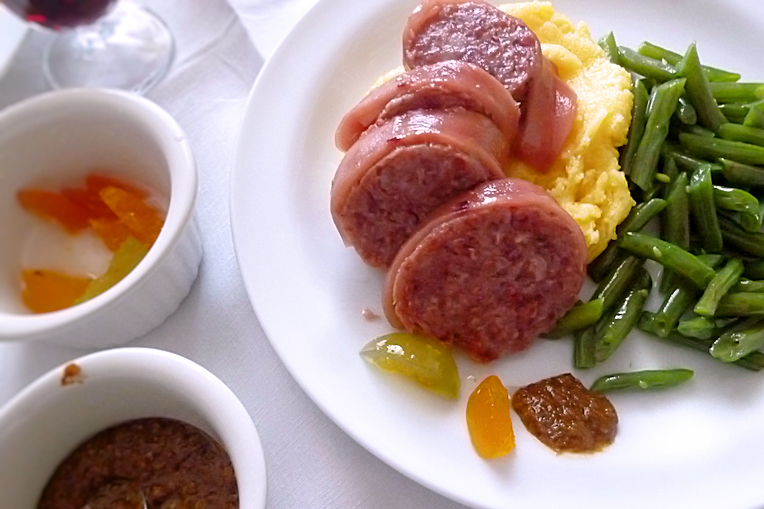
Unul din modurile de prezentare a produsului culinar tradițional zampone.